# Bro'Sis

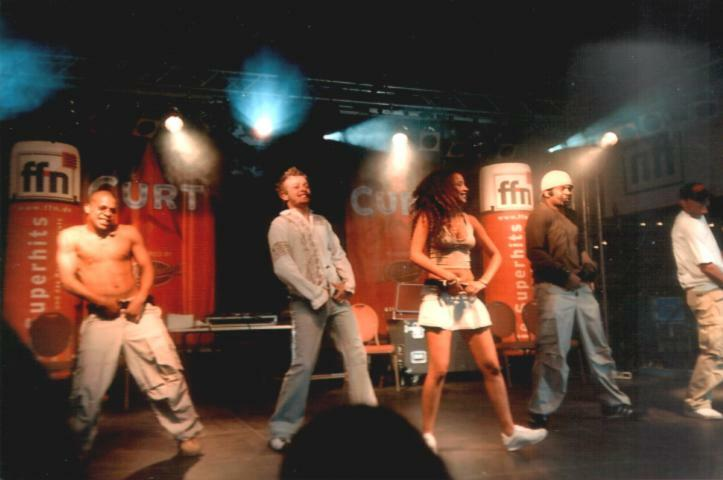
Bro´Sis (2003)

Bro'Sis est un groupe pop allemand. Bro'Sis a gagné la deuxième saison de Popstars en Allemagne.

## Discographie

### Singles
| Année | Chanson                          | Positions en Charts | Positions en Charts | Positions en Charts | Album                                           |
| Année | Chanson                          | DE                  | AT                  | CH                  | Album                                           |
| ----- | -------------------------------- | ------------------- | ------------------- | ------------------- | ----------------------------------------------- |
| 2001  | I Believe                        | 1                   | 1                   | 1                   | Never Forget (Where You Come From)              |
| 2002  | Do You / Peace Of Soul           | 3                   | 5                   | 19                  | Never Forget (Where You Come From)              |
| 2002  | Heaven Must Be Missing An Angel  | 9                   | 29                  | 35                  | Never Forget (Where You Come From)              |
| 2002  | Hot Temptation                   | 4                   | 11                  | 46                  | Never Forget (Where You Come From) (Re-release) |
| 2002  | The Gift                         | 16                  | 40                  | -                   | Never Forget (Where You Come From) (Re-release) |
| 2003  | Oh No/Never Stop                 | 7                   | 24                  | 66                  | Days Of Our Lives                               |
| 2003  | V.I.P.                           | 19                  | -                   | -                   | Days Of Our Lives                               |
| 2004  | U Build Me Up                    | 20                  | 51                  | -                   | Showtime                                        |
| 2004  | Make Up Your Mind (Single Promo) | -                   | -                   | -                   | Showtime                                        |

### Albums
| Année | Album                              | Positions en Charts | Positions en Charts | Positions en Charts |
| Année | Album                              | DE                  | AT                  | CH                  |
| ----- | ---------------------------------- | ------------------- | ------------------- | ------------------- |
| 2002  | Never Forget (Where You Come From) | 1                   | 1                   | 6                   |
| 2003  | Days of Our Lives                  | 10                  | 37                  | 39                  |
| 2004  | Showtime                           | 24                  | -                   | -                   |

## Vidéographie

### Clips
- 2001 : I Believe, tiré de Never Forget (Where You Come From), dirigé par Patric Ullaeus